# Дахиль Марагаи
Дахиль Марагаи (азерб. Dəxil Marağayi) — азербайджанский поэт XIX века, ахунд. 

## Биография
Хусейн Дахиль родился XIX веке в городе Марага и там же прожил всю жизнь. Он является одним из ахундов своего времени.

## Творчество
Дахиль Марагаи писал произведения в основном на тему битвы при Кербеле и трагической смерти Имама Хусейна, а также о других значимых для шиитов лицах (Али ибн Абу Талиб, Зейнаб бинт Али). Он издал семитомник о трагедии в Кербеле. Диван поэта несколько раз печатался в Тебризе. Книга Дахиля является особо важной для тех, кто читает марсия. Также известны незаурядные способности и умение поэта писать прозу наподобие Физули.